# NGC 6069
NGC 6069 é uma galáxia lenticular (S0) localizada na direcção da constelação de Corona Borealis. Possui uma declinação de +38° 55' 53" e uma ascensão recta de 16 horas, 07 minutos e 41,6 segundos.
A galáxia NGC 6069 foi descoberta em 21 de Junho de 1882 por Édouard Jean-Marie Stephan.